# Vincenzo Montella
Vincenzo Montella, född 18 juni 1974, är en italiensk före detta professionell fotbollsspelare och senare tränare. Den 21 februari 2011 utsågs han till tränare för AS Roma.
Montella har tidigare spelat för UC Sampdoria mellan 1996 och 1999. Han fick under de åren sitt absoluta genombrott och gjorde 54 mål på 83 matcher för klubben. 1999 värvades Montella till AS Roma, där spelade han 215 matcher och gjorde 94 mål för klubben under sina åtta säsonger. Montella har gjort cirka 140 mål i Serie A, vilket gör honom till en av de 30 bästa målskyttarna genom tiderna i ligan.
I det italienska landslaget har han varit med och spelat i mästerskapen EM 2000 i Belgien & Nederländerna samt VM 2002 i Sydkorea & Japan. Totalt spelade han 20 A-landskamper mellan 1999 och 2005.
Montella fick sparken från Fiorentina juni 2015. Den 10 april 2019 återvände han till Fiorentina som huvudtränare. Den 21 december 2019 blev Montella avskedad.